# Erin (Ontario)
Erin to miejscowość (ang. town) w Kanadzie, w prowincji Ontario, w hrabstwie Wellington.
Powierzchnia Erin to 296,98 km².
Według danych spisu powszechnego z roku 2001 Erin liczy 11 052 mieszkańców (37,21 os./km²).